# Cioccolata bianca
Cioccolata bianca è un singolo del disc jockey italiano DJ Matrix, pubblicato il 3 dicembre 2021.

## Descrizione
Il brano vede nuovamente la partecipazione vocale della cantante Arisa, dopo la hit estiva Coro azzurro.

## Video musicale
Il video, diretto da Riccardo Melon, è stato pubblicato il 4 dicembre 2021 attraverso il canale YouTube del disc jockey.

## Tracce
1. Cioccolata bianca – 2:12